# Qivitoq
Qivitoq é um filme de drama dinamarquês de 1957. Foi indicado ao Oscar de melhor filme estrangeiro na edição de 1958, representando a Dinamarca.

## Elenco
- Poul Reichhardt - Jens Lauritzen
- Astrid Villaume - Eva Nygaard
- Gunnar Lauring - Marius Mariboe
- Randi Michelsen - Fru Mariboe
- Bjørn Watt-Boolsen - Dr. Erik Halsøe
- Kirsten Rolffes - Kirsten Prage
- Niels Platou - Pavia
- Dorthe Reimer - Naja
- Justus Larsen - Nuka
- Johanne Larsen - Cæcilie
- Edward Sivertsen - Zakarias